# Hortus deliciarum

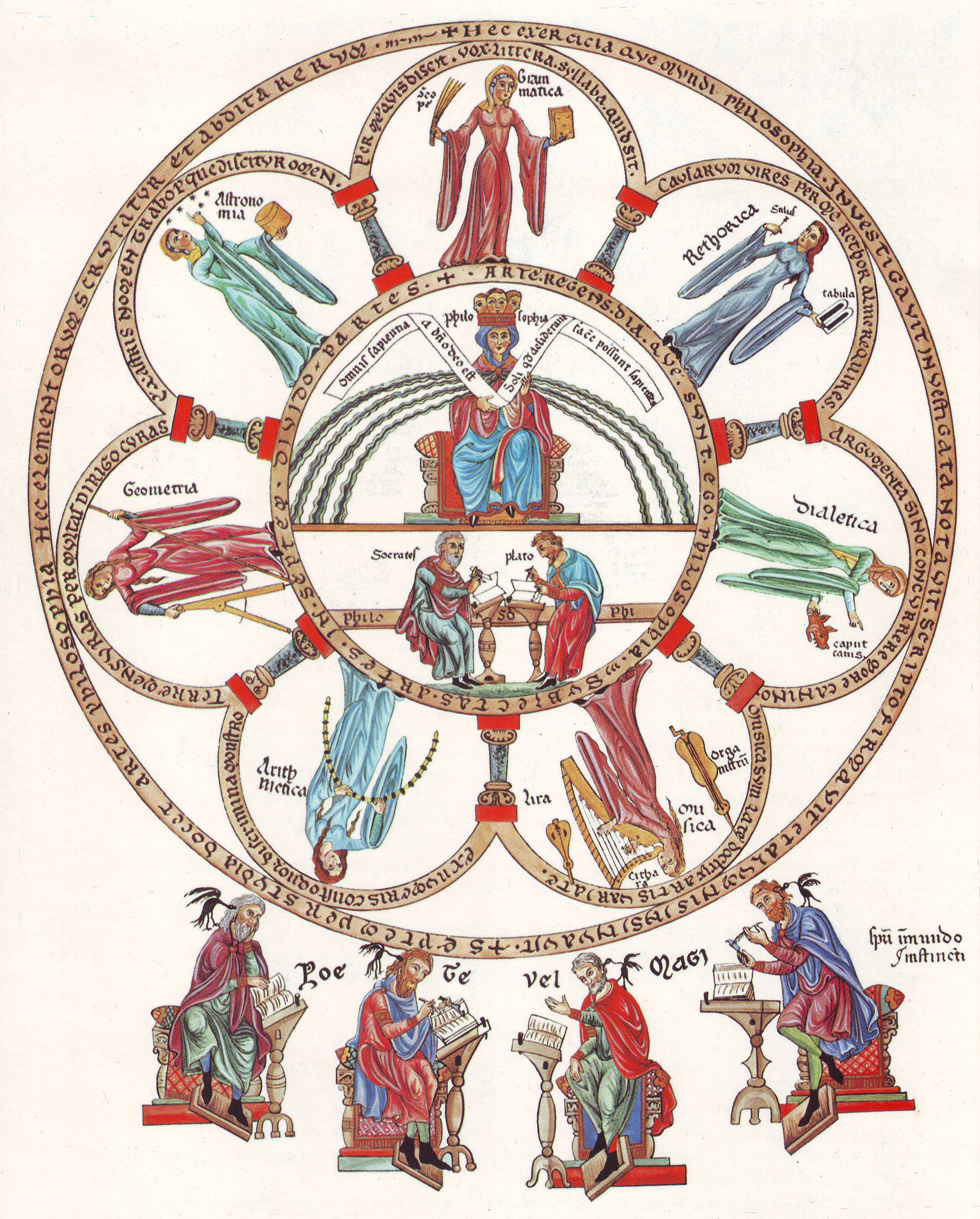
Philosophia et septem artes liberales (Filosofía y las siete artes liberales), como se ilustra en Hortus deliciarum.

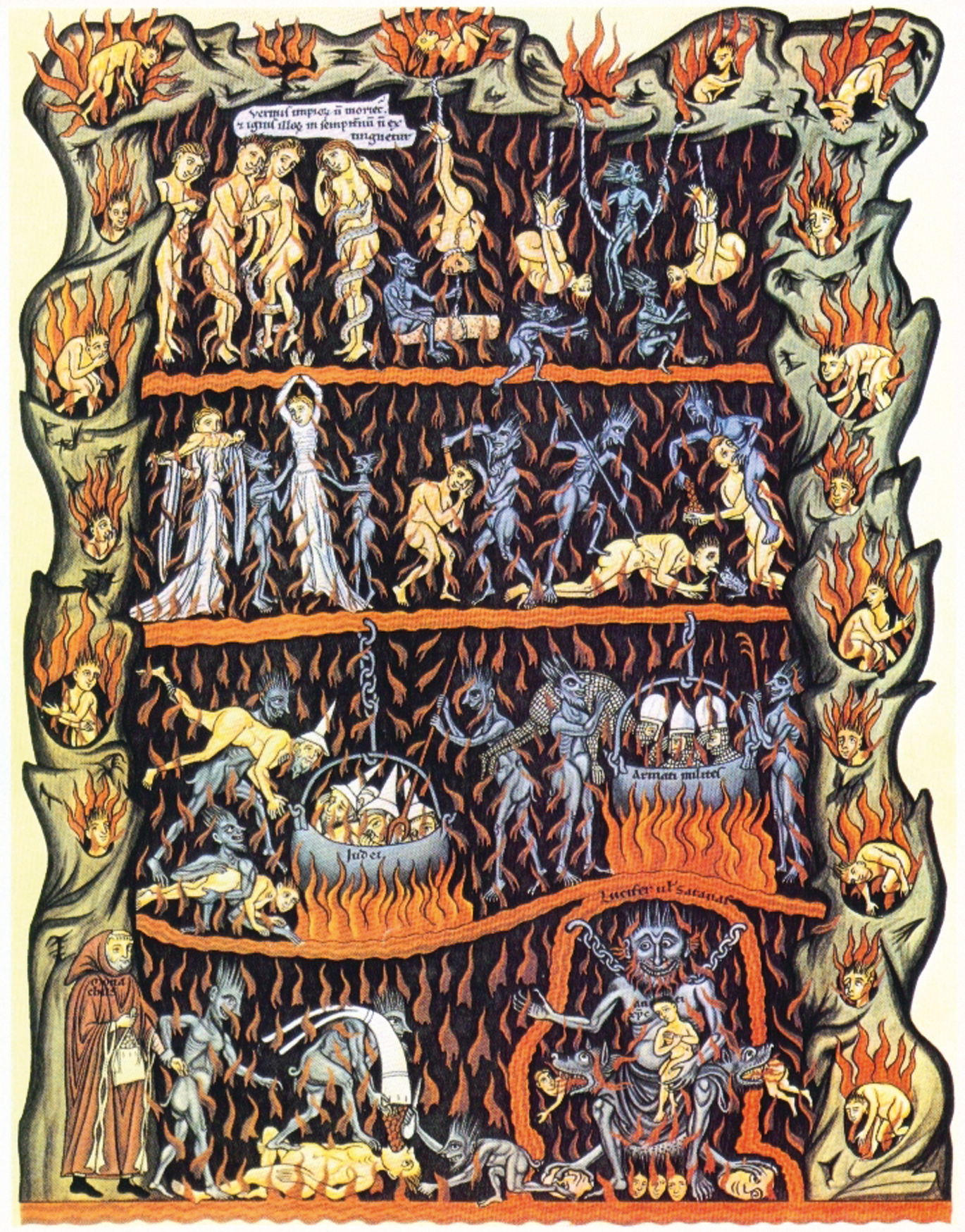
El infierno, como se ilustra en la obra.

Hortus deliciarum (Jardín de los deleites en latín) era un manuscrito ilustrado medieval compilado por Herrada de Landsberg en el convento de Mont Sainte-Odile Abbey. Fue iniciado en 1167 y servía como enciclopedia pedagógica para las jóvenes novicias del convento. Es la primera enciclopedia de la que se tenga evidencia que fue escrita por una mujer. Fue terminada en 1185 y se convirtió en uno de los manuscritos ilustrados más celebrados de la época. La mayor parte de este se halla en latín, con glosas en alemán. 
Era más que todo un compendio del conocimiento del siglo XII. Contenía poemas, música, e ilustraciones, las cuales eran su parte más famosa y apreciada; y que incluían dibujos de textos clásicos y árabes. Entre los poemas se hallaban algunos escritos por Herrada dirigidos a las monjas, la gran mayoría de los cuales fueron adaptados a la música.
El manuscrito contenía 336 ilustraciones que simbolizaban varios temas, desde teológicos y filosóficos hasta literarios. En 1870 fue quemado y destruido cuando la librería que lo albergaba en Estrasburgo fue bombardeado durante el asedio a la ciudad. Ha sido posible reconstruir partes del manuscrito ya que algunas porciones del mismo se hallan copiadas en otras fuentes; Christian Maurice Engelhardt copió las miniaturas en 1818, y el texto fue copiado y publicado por Straub y Keller entre 1879 y 1899.
Hortus deliciarum es una de las primeras fuentes del origen de polifonía de un convento. Contiene al menos 20 textos con canciones, las cuales fueron originalmente escritas con su música. Aquellas que pueden ser reconocidas pertenecen al conductus, y tienen principalmente una composición de nota contra nota. La notación estaba en neumas semicuadráticas con pares de pentagramas de 4 líneas. Dos canciones sobrevivieron con su música intacta: Primus parens hominum, una canción monofónica, y  Sol oritur occasus, compuesta de dos partes.

## El destino del manuscrito
Después de haber sido preservado durante siglos en la abadía de Hohenburg, el manuscrito del Hortus deliciarum pasó a la biblioteca municipal de Estrasburgo durante la Revolución francesa. Allí las miniaturas fueron copiadas en 1818 por Christian Moritz (o Maurice) Engelhardt, el texto fue copiado y publicado por Straub y Keller, 1879-1899. De esta forma, aunque el manuscrito original fue destruido durante el incendio de la biblioteca de Estrasburgo en el asedio de la ciudad de 1870 durante la guerra franco-prusiana, actualmente todavía se puede apreciar el valor artístico y literario de la obra de Herrada.
La edición del Hortus deliciarum bajo la dirección de Rosalie Green (1979) puso a disposición de la comunidad científica su reconstrucción, que se elaboró a partir de distintas transcripciones y copias del siglo XIX, y es la aproximación más fiel a la obra de Herrada en la actualidad.